# Lampronia
Lampronia Stephens, 1829 è un genere di lepidotteri appartenente alla famiglia Prodoxidae, diffuso in Eurasia e America settentrionale.

## Etimologia
Il nome del taxon deriva dal greco λαμπρός (lamprós) = splendente, fulgido, riferito anche ad un metallo, a causa dei riflessi metallici delle ali di alcune specie appartenenti a questo genere.

## Descrizione

### Adulto
Si tratta di piccole falene diurne, alquanto primitive, con nervatura alare di tipo eteroneuro e apparato riproduttore femminile provvisto di un'unica apertura , funzionale sia all'accoppiamento, sia all'ovodeposizione.
L'apertura alare può variare dai 9 mm di Lampronia redimitella fino ai 24 mm di Lampronia oregonella.

#### Capo
Il capo è ricoperto di scaglie piliformi, che tuttavia appaiono meno fitte rispetto a quanto osservabile in generale negli Adeloidea.
Le antenne non sono molto lunghe, potendo misurare al massimo 0,33-0,6 volte la lunghezza della costa dell'ala anteriore; sono di regola moniliformi, mai clavate, con lo scapo talvolta provvisto di pecten ed il flagello filiforme.
Gli occhi, sono relativamente piccoli e glabri o con cornea ricoperta da esili microsetae. Gli ocelli sono assenti, come pure i chaetosemata.
I pilifer sono ben sviluppati. Le mandibole sono vestigiali ma tuttavia pronunciate. La proboscide è poco sviluppata e priva di scaglie.
I palpi mascellari sono sottili e ricurvi.

#### Torace
Le ali sono lanceolate (la lunghezza è circa il triplo della larghezza), con colorazione variabile dal biancastro traslucido al marroncino, in alcuni casi con riflessi metallici, e spesso con macchie e geometrie varie. Il tornus non è individuabile. I microtrichi sono di solito presenti su tutta l'ala anteriore. Il termen è convesso e manca una macchia discale. Rs4 termina sulla costa, mentre 1A+2A è biforcata solo alla base.
L'ala posteriore presenta un apice arrotondato, ed è lievemente più corta dell'anteriore.
L'accoppiamento alare è di tipo frenato (con frenulum più robusto nel maschio), mentre è presente l'apparato di connessione tra ala anteriore e metatorace; si può inoltre osservare un ponte precoxale.
Nelle zampe, l'epifisi è presente, mentre gli speroni tibiali hanno formula 0-2-4.

#### Addome
Nell'apparato genitale maschile, si osservano i pectinifer sulle valve di molte specie, con sviluppo e struttura variabili, talvolta ridotti a semplici spine, oppure totalmente assenti. L'uncus si trova fuso assieme al tegumen con varie soluzioni, tra cui uno o due lobi terminali. Il tegumen appare costituito da una stretta fascia dorsale, mentre il vinculum è solitamente ben sviluppato, a forma di "V" o di "Y". La juxta si mostra sotto forma di uno sclerite sagittato ben definito. L'edeago è costituito da una struttura tubulare alquanto allungata, facilmente distinguibile.
Nel genitale femminile, l'ovopositore è ben sviluppato e perforante, al fine di permettere l'inserimento delle uova all'interno dei tessuti fogliari della pianta ospite. Si può osservare inoltre un paio di signa stellati sul corpus bursae (in alcuni casi ridotti o assenti), oltre che un caratteristico bordo posteriore arrotondato sul settimo tergite.

### Uovo
L'uovo si mostra biancastro e di forma alquanto variabile, ma di regola è ovoidale, con dimensioni comprese tra 0,3 e 0,5 mm di lunghezza, e con un diamentro di 0,2-0,3 mm. Il chorion appare liscio e provvisto di un reticolo micropilare ridotto.

### Larva
La larva può essere bianca, verdastra oppure rossiccia, di solito cilindrica o sub-cilindrica, e con una lunghezza compresa tra 6 e 22 mm.

#### Capo
Il capo è prognato, con frontoclipeo breve, e di colorazione da chiara a molto scura. Solitamente si osservano sei paia di stemmata, che tuttavia si riducono a tre paia nelle sole forme meramente apode.

#### Zampe e pseudozampe
Le zampe sono di solito presenti e ben sviluppate; il pretarso rivela spesso una robusta seta squamiforme disposta sulla base laterale dell'unghia; le pseudozampe possono essere vestigiali, con uncini talvolta assenti, almeno nei primi stadi di sviluppo, ma spesso presenti sui segmenti addominali da III a VI, e disposti su doppie file. In ogni caso gli uncini sono sempre assenti nel decimo segmento addominale.

### Pupa
La pupa è exarata e relativamente mobile, con appendici libere e ben distinte (pupa dectica).
Nel capo, il vertice è spesso dotato di un rostro frontale molto evidente. Le ali si estendono fin sul V-VII segmento addominale e di regola i segmenti addominali da II a VII sono mobili in ambo i sessi. Sui segmenti addominali da II a VIII è inoltre osservabile una singola fila di spine tergali. Il cremaster è di solito rappresentato da una coppia di robuste spine, o tubercoli dorsali, disposte sul decimo segmento addominale, in alcune specie accompagnate da altre due spine in posizione ventrale.

## Biologia

### Ciclo biologico
Le uova vengono inserite nei tessuti della pianta nutrice, tra la fine della primavera e l'inizio dell'estate; la giovane larva è minatrice e, come nei Cecidosidae, non costruisce un fodero; essa si accresce inizialmente alle spese del seme in formazione ma, a seconda della specie in questione, possono invece essere attaccati i piccioli, le gemme, le foglie, i ricettacoli fiorali, oppure i frutti della pianta ospite.
Durante la seconda parte dell'estate, la larva di terza età abbandona le strutture vegetali occupate in precedenza, per iniziare a tessere un hibernaculum, ossia una struttura all'interno della quale si appresta a trascorrere l'inverno tra gli strati superficiali del terreno, oppure al riparo in una fessura, sempre alla base della pianta nutrice; all'inizio della primavera successiva, la larva emerge dal proprio riparo, risale lungo il fusto, per poi andare a perforare le nuove gemme, provocando danni anche severi alla fioritura. Eccezionalmente, come nel caso di Lampronia fuscatella, il bruco si alimenta all'interno dello stesso cecidio (altrimenti detto "galla") di cui provoca la formazione. L'impupamento può avvenire sia all'interno delle mine, come pure in un bozzolo sericeo, sito all'esterno alla pianta.
Di regola le specie sono univoltine, con la larva che rappresenta lo stadio svernante.

### Alimentazione
Fa seguito un elenco parziale delle specie vegetali che possono essere attaccate da questi bruchi:
- Betula L., 1753 (Betulaceae)
  - Betula pendula Roth, 1788 (betulla bianca)
- Fragaria L., 1753 (Rosaceae)
  - Fragaria vesca L., 1753 (fragola di bosco)
- Quercus L., 1753 (Fagaceae)
  - Quercus petraea (Matt.) Liebl., 1784
  - Quercus robur L., 1753
- Ribes L., 1753 (Grossulariaceae)
  - Ribes rubrum L., 1753 (ribes rosso)
  - Ribes uva-crispa L., 1753 (uva spina)
- Rosa L., 1753 (Rosaceae)
  - Rosa spinosissima L. 1753
- Rubus L., 1753 (Rosaceae)
  - Rubus fruticosus L., 1753 (rovo comune)
  - Rubus idaeus L., 1753 (lampone)
- Saxifraga L., 1753 (Saxifragaceae)
  - Saxifraga oppositifolia L., 1753

### Parassitoidismo
Sono noti fenomeni di parassitoidismo ai danni delle larve di Lampronia, da parte di diverse specie di imenotteri appartenenti alle superfamiglie Chalcidoidea e Ichneumonoidea; tra queste citiamo:
- Superfamiglia Chalcidoidea Latreille, 1817
  - Famiglia Pteromalidae Dalman, 1820
    - Pteromalus sp. Swederus, 1795
- Superfamiglia Ichneumonoidea Latreille, 1802

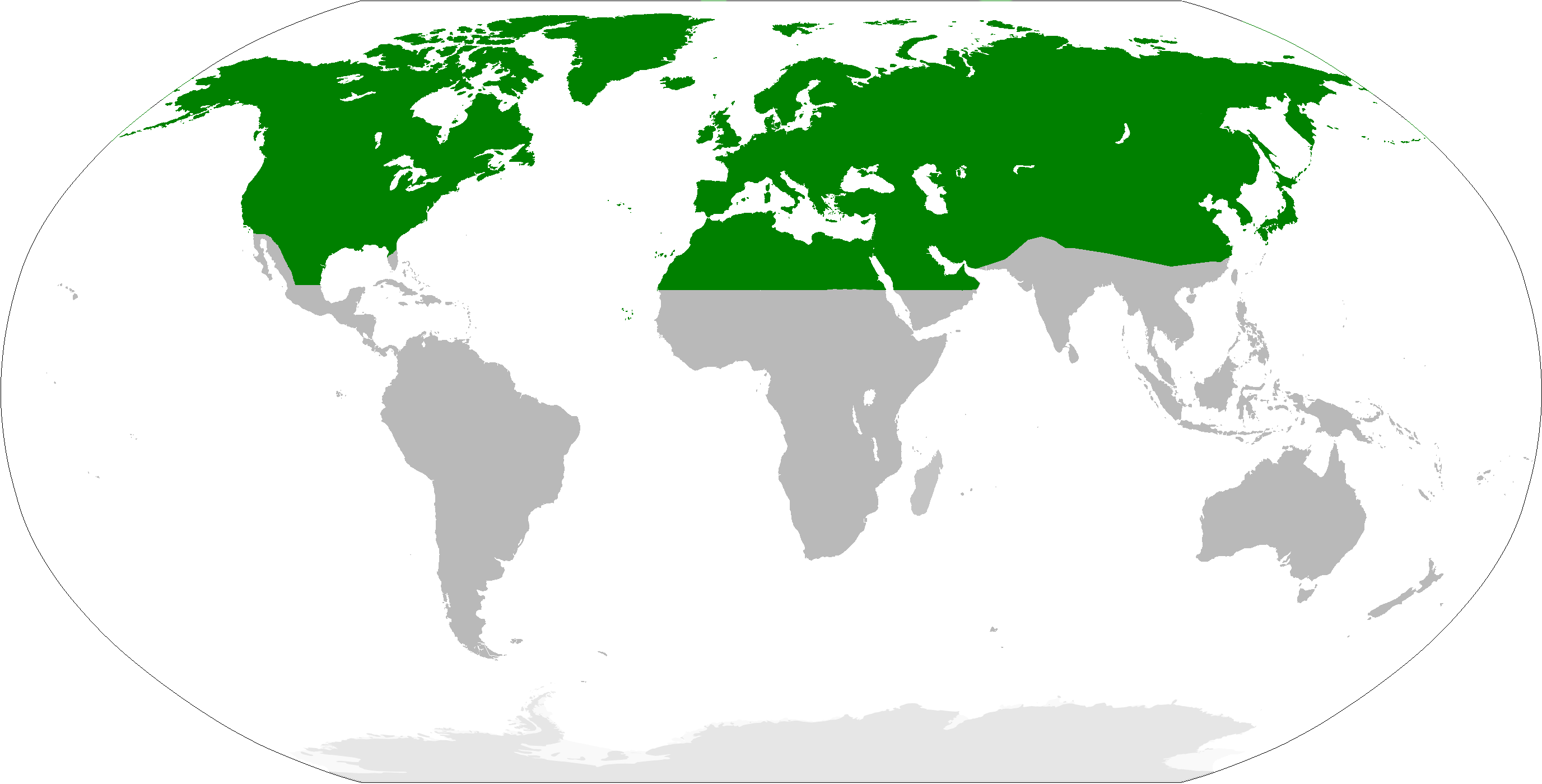
L'Olartico

  - Famiglia Braconidae Nees, 1811
    - Apanteles faucula Nixon, 1972
    - Apanteles laevigatus (Ratzeburg, 1848)
    - Apanteles parasitellae (Bouche, 1834)
    - Bracon nigricollis (Wesmael, 1838)

  - Famiglia Ichneumonidae Latreille, 1802
    - Campoplex faunus Gravenhorst, 1829
    - Campoplex hadrocerus (Thomson, 1887)
    - Diadegma nanus (Gravenhorst, 1829)
    - Dolichomitus populneus (Ratzeburg, 1848)
    - Enytus apostatus (Gravenhorst, 1829)
    - Lissonota obsoleta Bridgman, 1889
    - Panteles schnetzeanus (Roman, 1925)
    - Pimpla turionellae (Linnaeus, 1758)
    - Scambus nigricans (Thomson, 1877)

## Distribuzione e habitat
Il genere è a distribuzione esclusivamente olartica, ma con una biodiversità decisamente maggiore nel Paleartico occidentale; non è presente nel Nordafrica.
L'habitat è rappresentato da boschi e foreste a latifoglie, orti e giardini.

## Tassonomia
Lampronia Stephens, 1829 - Nom. Br. Ins.: 51 - Specie tipo: Tinea rupella [Denis & Schiffermüller], 1775 - Ank. syst. Schmett. Wienergegend: 320
La designazione della specie tipo fu effettuata da Curtis, 1837, Br. Ent. 6: 639. Tuttavia, "Tinea rupella Fab." rappresenta un errore di attribuzione.

### Specie
Il genere comprende ventotto specie distribuite nell'ecozona olartica, di cui diciotto sono presenti in Europa, otto in Nordamerica e sette in Asia; in Italia sono presenti dieci specie, di cui nove nel Settentrione, due nel Meridione, una sola in Sicilia e nessuna in Sardegna. Non si conoscono endemismi italiani.
- Lampronia aeneella (Heinemann, 1870) - Schmett. Deutsch 2: 62 (Austria, forse Romania)
- Lampronia aenescens (Walsingham, 1888) - Insect Life 1: 147 (Canada e Stati Uniti)
- Lampronia aeripennella (Rebel, 1889) - Verh. z.-b. Ges. Wien. 39: 306, tav. 8: fig. 13 (Europa occidentale, settentrionale, meridionale e orientale; presente in Italia settentrionale e meridionale)
- Lampronia altaica Zagulajev, 1992 - Entomol. Obozr. 71: 105-120 (Russia, Corea del Nord e Giappone)
- Lampronia argillella (Zeller, 1851) - Linn. Ent. 5: 311 (Austria, Slovacchia, forse Romania, Caucaso)
- Lampronia capitella (Clerck, 1759) - Icones Ins. rar. 1, tav. 11: fig. 1 (Europa centrale, Europa settentrionale, orientale e America settentrionale)
- Lampronia corticella (Linnaeus, 1758) - Syst. Nat. (Ed. 10) 1: 539 (Europa e Canada; presente in Italia settentrionale)
- Lampronia flavimitrella (Hübner, 1817) - Samml. Eur. Schmett. 8: tav. 64: fig. 429 (Europa; presente in Italia settentrionale)
- Lampronia fuscatella (Tengström, 1848) - Not. Sallsk. Fauna Fl. Fenn. Forh. 1: 162 (Europa occidentale, centrale e settentrionale)
- Lampronia humilis (Walsingham, 1888) - Insect Life 1: 146 (Canada e Stati Uniti)
- Lampronia intermediella (Heinemann, 1870) - Schmett. Deutsch 2: 62 (Slovacchia e Romania, forse Germania)
- Lampronia luzella (Hübner, 1817) - Samml. Eur. Schmett. 8: tav. 64: fig. 430 (Europa settentrionale, centrale e orientale; presente in Italia settentrionale e meridionale)
- Lampronia morosa Zeller, 1852 - Linn. Ent. 6: 181 (Europa, Caucaso e Asia Minore; presente in Italia settentrionale)
- Lampronia novempunctata Nielsen, 1982 - Insecta Matsum. (N. S.) 26: 197 Archiviato il 18 luglio 2011 in Internet Archive.[18] (Nepal)
- Lampronia oregonella Walsingham, 1880 - Proc. Zool. Soc. Lond. 1880: 91, tav. 12: fig. 11 (Canada e Stati Uniti)
- Lampronia provectella (Heyden, 1865) - Stett. ent. Z. 26: 103 (Europa centrale e meridionale; presente in Italia settentrionale)
- Lampronia psychidella (Millière, 1854) - Ann. Soc. ent. Fr. (3)2: 59, tav. 3: fig. 2 (Francia)
- Lampronia pubicornis (Haworth, 1828) - Lep. Brit.: 522 - 523 (Europa centrale e occidentale; presente in Sicilia)
- Lampronia quinquepunctata Nielsen, 1982 - Insecta Matsum. (N. S.) 26: 192 Archiviato il 18 luglio 2011 in Internet Archive.[18] (Nepal)
- Lampronia redimitella (Lienig & Zeller, 1846) - Isis 39: 271 (Europa centrale, settentrionale e orientale)
- Lampronia rupella ([Denis & Schiffermüller], 1775) - Ank. syst. Schmett. Wienergegend: 320[24] (Eurasia, presente in Italia settentrionale) (specie tipo)
- Lampronia russatella (Clemens, 1860) - Proc. Acad. Nat. Sci. Philad. 12: 5 (Canada e Stati Uniti)
- Lampronia sakhalinella Kozlov, 1996 - Entomol. Fenn. 7(2): 57 (Russia, Sachalin)
- Lampronia splendidella (Heinemann, 1870) - Schmett. Deutsch 2: 61 (Europa centrale)
- Lampronia standfussiella Zeller, 1852 - Linn. Ent. 6: 180 (Europa settentrionale, centrale e meridionale; presente in Italia settentrionale)
- Lampronia stangei (Rebel, 1903) - Verh. Kon. z.-b. Ges. Wien 53: 102 (Italia settentrionale e Austria)
- Lampronia sublustris Braun, 1925 - Canad. Ent. 57(5): 127 (Canada e Stati Uniti)
- Lampronia taylorella (Kearfott, 1907) - Canad. Ent. 39: 8 (Canada e Stati Uniti)

Si segnala inoltre che tre delle specie nordamericane, e segnatamente L. aenescens, L. humilis e L. sublustris, sono state attribuite da Davis al genere Tanysaccus Davis, 1978, da altri Autori considerato un sottogenere.

### Sinonimi
Non sono stati riportati sinonimi.

### Alcune specie

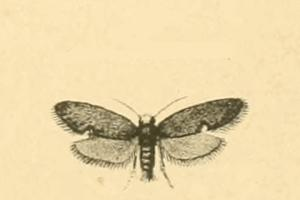
Lampronia aeripennella
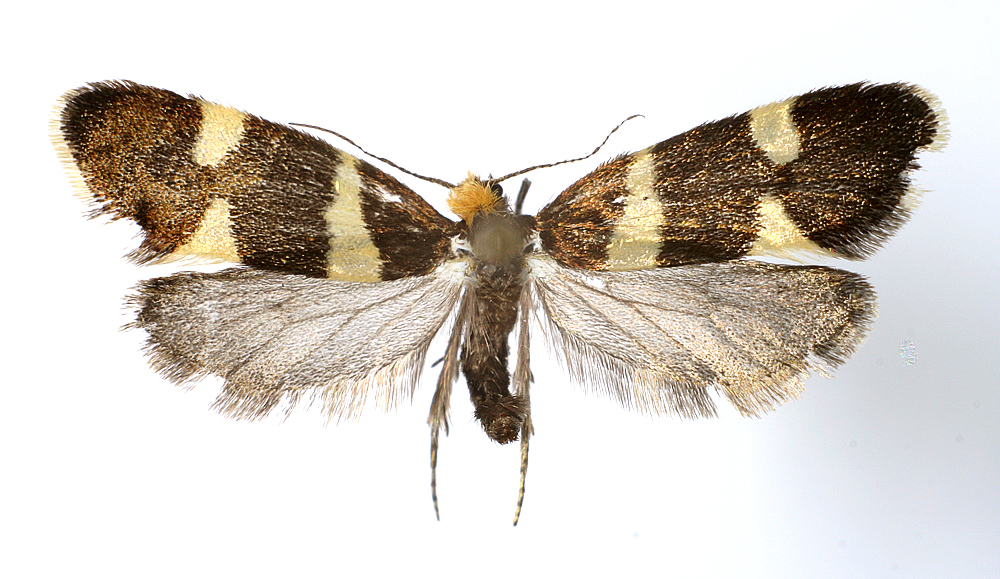
Lampronia capitella
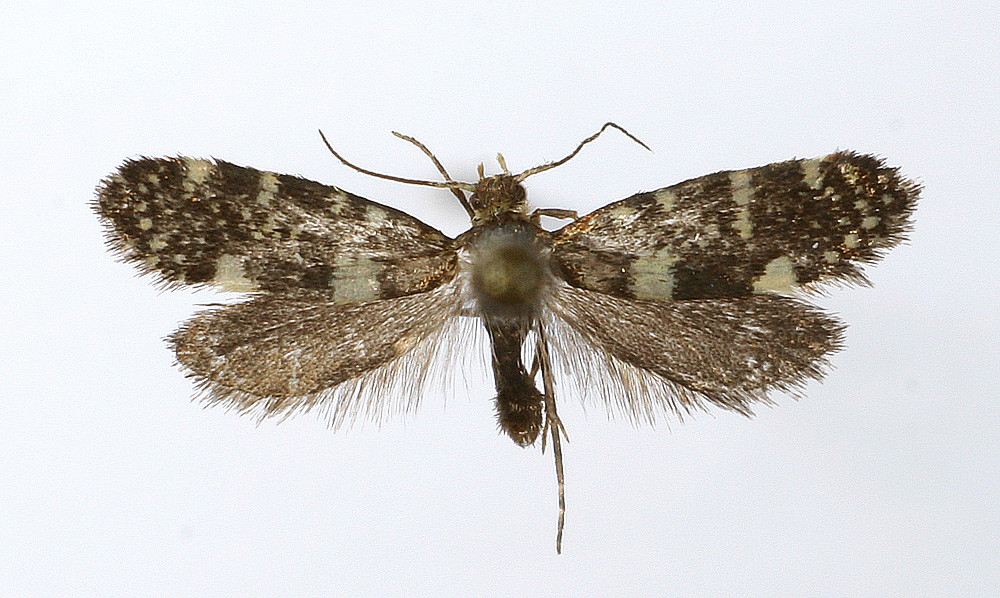
Lampronia corticella
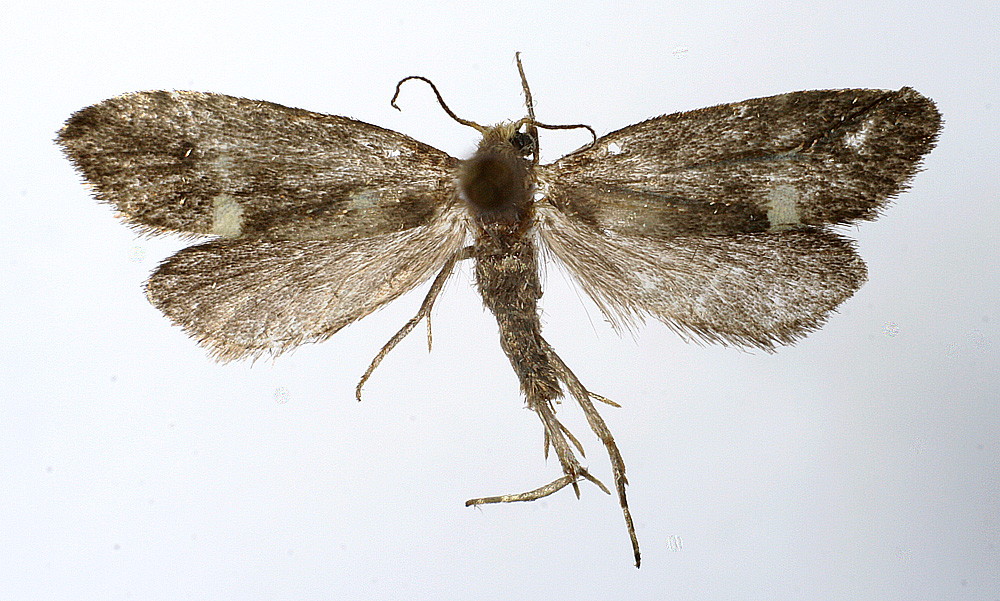
Lampronia flavimitrella
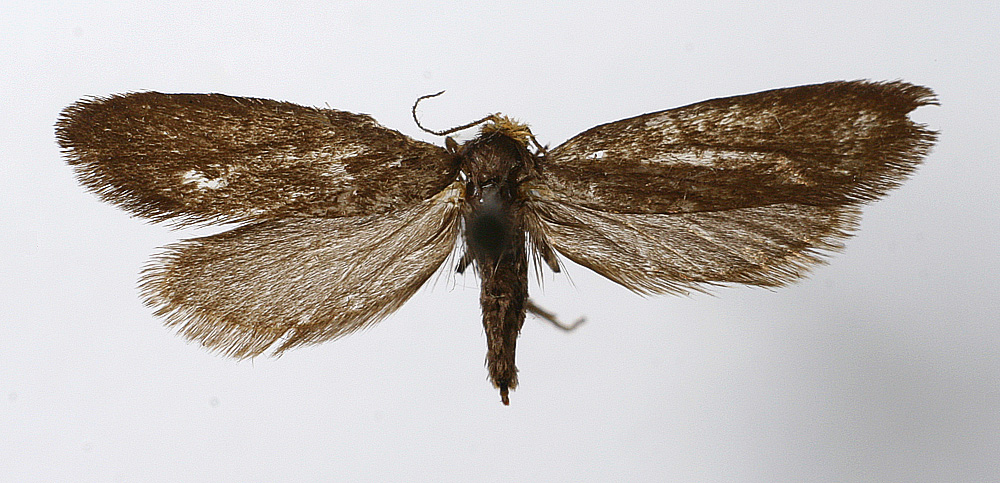
Lampronia fuscatella
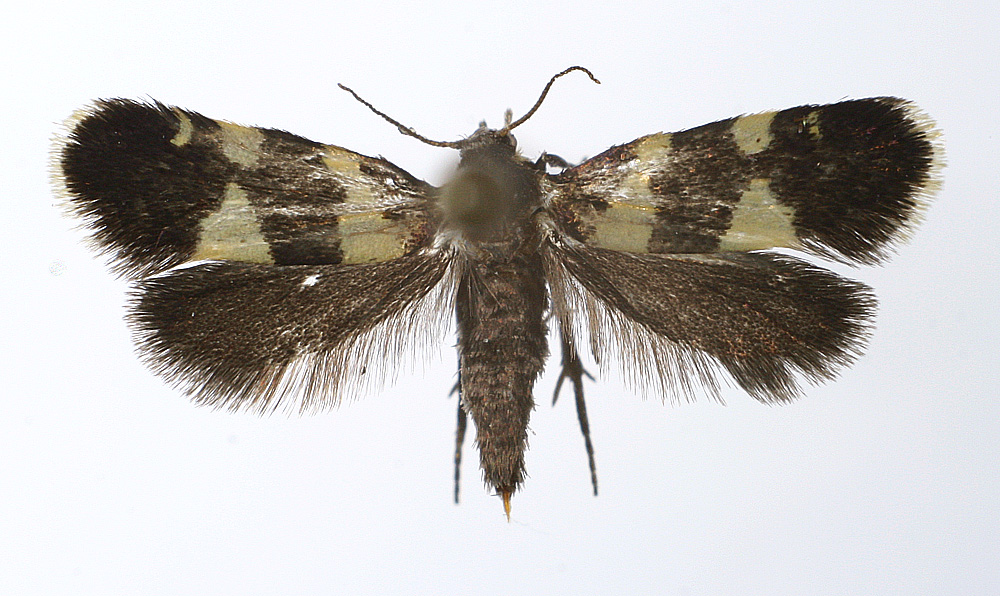
Lampronia luzella
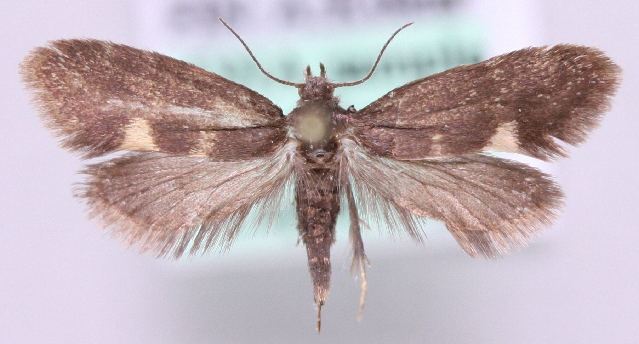
Lampronia morosa
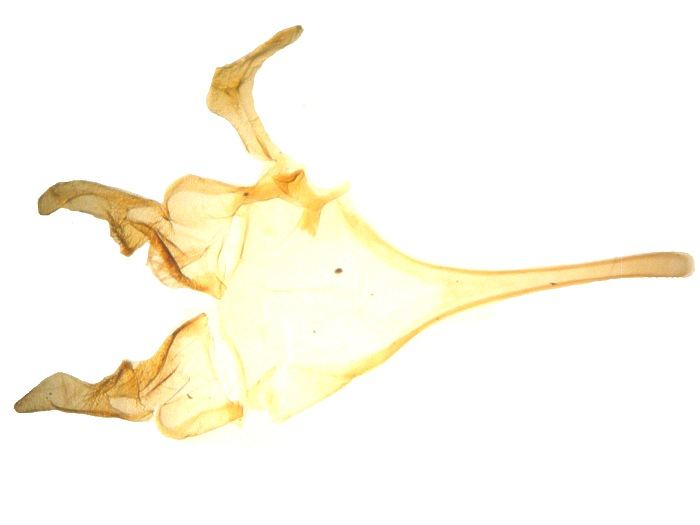
Lampronia provectella genitale maschile
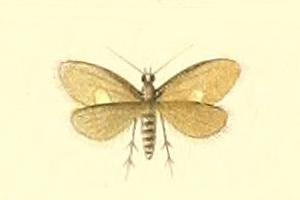
Lampronia psychidella
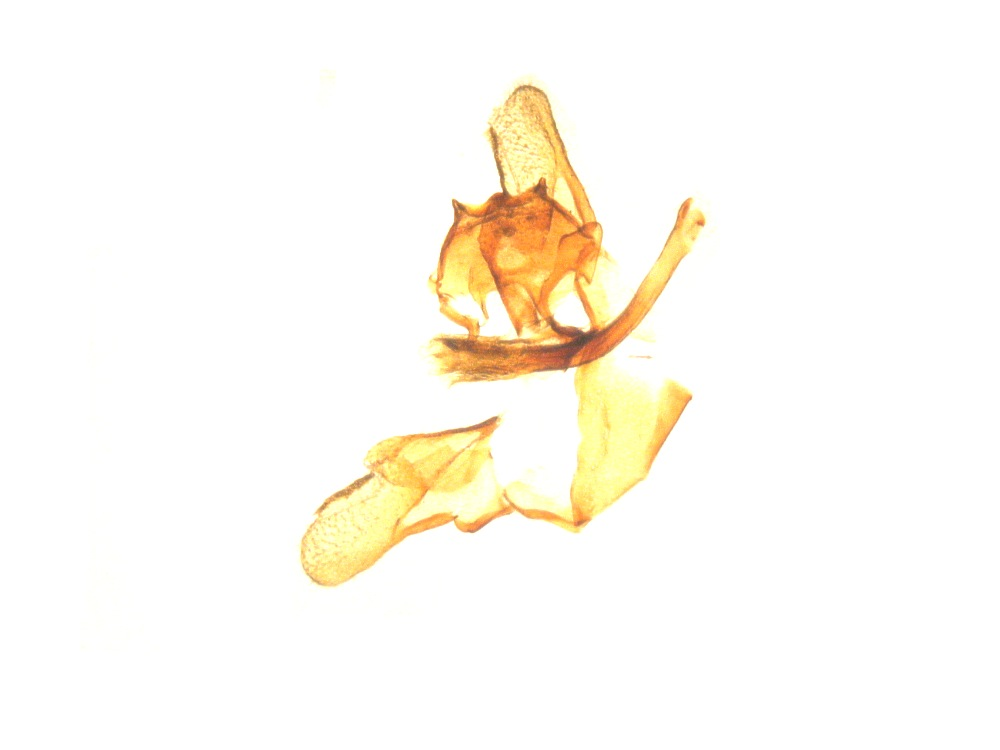
Lampronia pubicornis genitale maschile
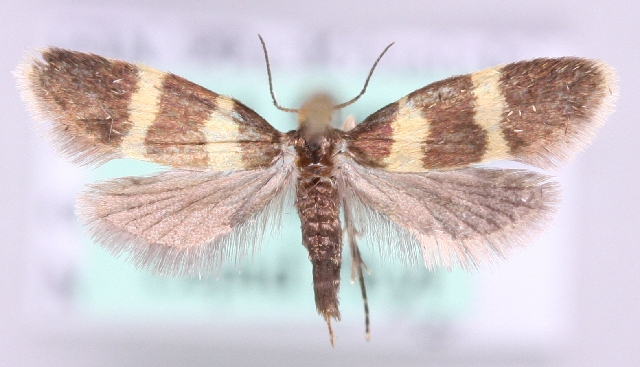
Lampronia redimitella
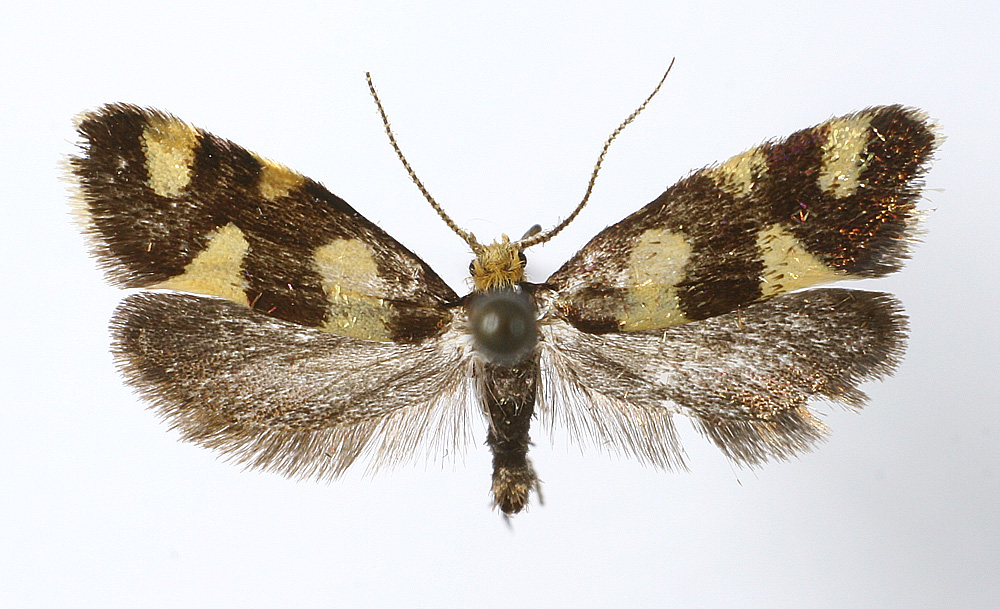
Lampronia rupella
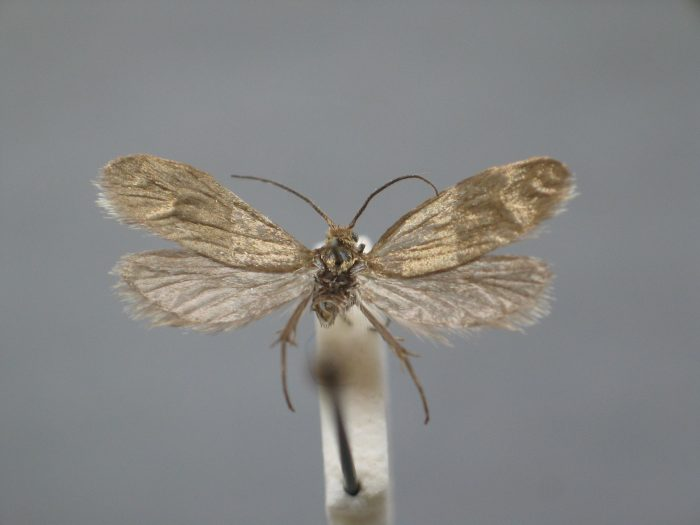
Lampronia splendidella
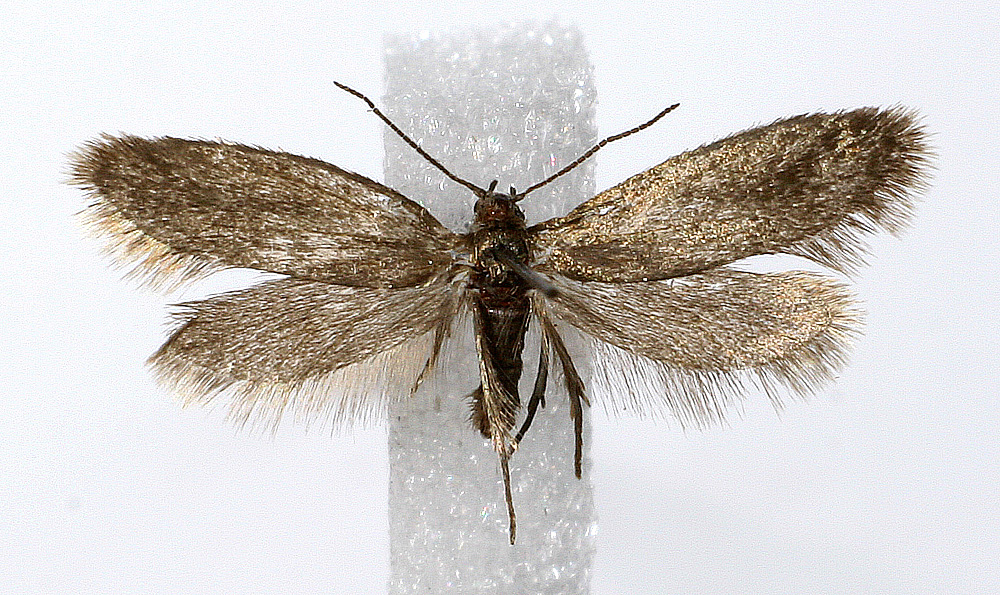
Lampronia standfussiella

## Conservazione
Nessuna specie appartenente a questo genere è stata inserita nella Lista rossa IUCN.

### Pubblicazioni
- (PL) Becker, V. O., The taxonomic position of the Cecidosidae. Brèthes (Lepidoptera), in Polskie pismo entomologiczne. Seria B: Entomologia stosowana, vol. 47, Wrocław, Państowowe Wydawn. Naukowe, 1977,  pp. 79–86, ISSN 0554-6060 (WC · ACNP), OCLC 5453738.
- (EN) Brock, J. P., A contribution towards an understanding of the morphology and phylogeny of the Ditrysian Lepidoptera (abstract), in Journal of Natural History, vol. 5, n. 1, Londra, Taylor & Francis, 1971,  pp. 29–102, DOI:10.1080/00222937100770031, ISSN 0022-2933 (WC · ACNP), LCCN 68007383, OCLC 363169739.
- (EN) Davis, D. R., A revision of the moths of the subfamily Prodoxinae (Lepidoptera: Incurvariidae), in Bulletin - United States National Museum, vol. 255, Washington, D.C., Smithsonian Institution, 1967,  pp. 1-170, ISSN 0362-9236 (WC · ACNP), LCCN 67061144, OCLC 521875.
- (EN) Davis, D. R., Two New Genera of North American Incurvariine Moths (Lepidoptera: Incurvariidae) (PDF), in Pan-Pacific Entomologist, vol. 54, n. 2, San Francisco, CA, Pacific Coast Entomological Society, aprile 1978,  pp. 147–153, ISSN 0031-0603 (WC · ACNP), LCCN 34041370, OCLC 819189661.
- (EN) Davis, D. R. and Gentili, P., Andesianidae, a new family of monotrysian moths (Lepidoptera:Andesianoidea) from austral South America (PDF), in Invertebrate Systematics, vol. 17, n. 1, Collingwood, Victoria, CSIRO Publishing, 24 marzo 2003,  pp. 15–26, DOI:10.1071/IS02006, ISSN 1445-5226 (WC · ACNP), OCLC 441542380.
- (EN) Dugdale, J. S., Female Genital Configuration in the Classification of Lepidoptera (PDF), in New Zealand Journal of Zoology, vol. 1, n. 2, Wellington, 1974,  pp. 127–146, DOI:10.1080/03014223.1974.9517821, ISSN 1175-8821 (WC · ACNP), OCLC 60524666.
- (EN) Kozlov, M. V., Incurvariidae and Prodoxidae (Lepidoptera) from Siberia and the Russian Far East, with descriptions of two new species (abstract), in Entomologica Fennica, vol. 7, n. 2, 1996,  pp. 55–62, ISSN 0785-8760 (WC · ACNP), LCCN 91649454, OCLC 195584534.
- (EN) Kristensen, N. P., Studies on the morphology and systematics of primitive Lepidoptera (Insecta) (abstract), in Steenstrupia, vol. 10, n. 5, Copenaghen, Zoologisk Museum, 1984,  pp. 141–191, ISSN 0375-2909 (WC · ACNP), LCCN 78641716, OCLC 35420370.
- (EN) Kristensen, N. P., Morphology and phylogeny of the lowest Lepidoptera-Glossata: Recent progress and unforeseen problems (PDF), in Bulletin of the Sugadaira Montane Research Centre, vol. 11, University of Tsukuba, 1991,  pp. 105–106, ISSN 09136800 (WC · ACNP), OCLC 747190906.
- (EN) Liénard M. A., Strandh M., Hedenström E., Johansson, T. and Löfstedt1 C., Key biosynthetic gene subfamily recruited for pheromone production prior to the extensive radiation of Lepidoptera (PDF), in BMC Evolutionary Biology, vol. 8, BioMed Central, 2 ottobre 2008,  p. 270, DOI:10.1186/1471-2148-8-270, ISSN 1471-2148 (WC · ACNP), OCLC 805122240, PMC 2584044, PMID 18831750.
- (EN) Löfstedt, C.; Zhu, J. W.; Kozlov, M. V.; Buda, V.; Jirle, E. V.; Hellqvist, S.; Löfqvist, J.; Plass, E.; Franke, S.; Francke, W., Identification of the sex pheromone of the currant shoot borer Lampronia capitella (abstract), in Journal of chemical ecology, vol. 30, n. 3, Nederlands, Springer, marzo 2004,  pp. 643–658, DOI:10.1023/B:JOEC.0000018635.40128.2e, ISSN 1573-1561 (WC · ACNP), OCLC 827472125, PMID 15139314.
- (EN) Mosher E., A Classification of the Lepidoptera Based on Characters of the Pupa, in Bulletin of the Illinois State Laboratory of Natural History, vol. 1912, n. 2, Urbana, Illinois, Illinois State Laboratory of Natural History, marzo 1916,  p. 62, DOI:10.5962/bhl.title.70830, ISSN 0073-5272 (WC · ACNP), LCCN 16027309, OCLC 2295354.
- (EN) Nielsen, E. S., Incurvariidae and Prodoxidae from the Himalayan Area (Lepidoptera : Gracillariidae) (PDF), in Insecta matsumurana: Journal of the Faculty of Agriculture Hokkaido University series entomology. New series., vol. 26, Sapporo, Hokkaido University, dicembre 1982,  pp. 187–200, ISSN 0020-1804 (WC · ACNP), LCCN 62034572, OCLC 677408285 (archiviato dall'url originale il 18 luglio 2011).
- (EN) Nielsen, E. S. & Davis, D. R., The first southern hemisphere prodoxid and the phylogeny of the Incurvarioidea (Lepidoptera) (PDF), in Systematic Entomology, vol. 10, n. 3, Oxford, Blackwell Science, luglio 1985,  pp. 307–322, ISSN 0307-6970 (WC · ACNP), OCLC 4646400693.
- (EN) Quicke, D. J., Biology and immature stages of Panteles schnetzeanus (Hymenoptera: Ichneumonidae), a parasitoid of Lampronia fuscatella (Lepidoptera: Incurvariidae) (abstract), in Journal of Natural History, vol. 39, n. 5, Londra, Taylor and Francis, 1º febbraio 2005,  pp. 431–443, DOI:10.1080/00222930410001708669, ISSN 0022-2933 (WC · ACNP), OCLC 361674134.
- (DE) Weidner, H., Beiträge zur Morphologie und Physiologie des Genital-apparates der Weiblichen Lepidopteren, in Zeitschrift für Angewandte Entomologie, vol. 21, Berlino, Wiley, 1935,  pp. 239–290, ISSN 0044-2240 (WC · ACNP), OCLC 1770418.
- (EN) Zagulajev, A. K., New and little known microlepidoptera (Lepidoptera: Incurvariidae, Tineidae, Psychidae, Alucitidae) of the fauna of the USSR, in Entomologicheskoe Obozrenie, vol. 71, n. 1, San Pietroburgo, Nauka, 1992,  pp. 105–120, ISSN 0367-1445 (WC · ACNP), LCCN 54045655, OCLC 2446733.

### Testi
- (EN) Capinera, J. L. (Ed.), Encyclopedia of Entomology, 4 voll., 2nd Ed., Dordrecht, Springer Science+Business Media B.V., 2008,  pp. lxiii + 4346, ISBN 978-1-4020-6242-1, LCCN 2008930112, OCLC 837039413.
- (EN) Chapman, R. F., The insects: structure and function, 4ª edizione, Cambridge, Cambridge University Press, 1998,  pp. xvii, 770, ISBN 0-521-57048-4, LCCN 97035219, OCLC 37682660.
- (EN) Common, I. F. B., Moths of Australia, Slater, E. (fotografie), Carlton, Victoria, Melbourne University Press, 1990,  pp. vi, 535, 32 con tavv. a colori, ISBN 978-0-522-84326-2, LCCN 89048654, OCLC 220444217.
- (EN) Curtis, J., British entomology being illustrations and descriptions of the genera of insects found in Great Britain and Ireland: containing coloured figures from nature of the most rare and beautiful species, and in many instances of the plants upon which they are found (PDF), vol. 6, 1837,  p. 639, ISBN non esistente, LCCN 06012606, OCLC 3801615.
- (EN) Davis, D. R., Incurvarioidea, in Hodges, R. W. et al. (Eds) Check list of the Lepidoptera of America north of Mexico: including Greenland, Londra / Washington, D.C., E.W. Classey / Wedge Entomological Research Foundation, giugno 1983,  pp. xxiv + 284, ISBN 978-0-86096-016-4, OCLC 9748761.
- (EN) Grimaldi, D. A.; Engel, M. S., Evolution of the insects, Cambridge [U.K.]; New York, Cambridge University Press, maggio 2005,  pp. xv + 755, ISBN 978-0-521-82149-0, LCCN 2004054605, OCLC 56057971.
- (EN) Kristensen, N. P. (Ed.), Handbuch der Zoologie / Handbook of Zoology, Band 4: Arthropoda - 2. Hälfte: Insecta - Lepidoptera, moths and butterflies, Kükenthal, W. (Ed.), Fischer, M. (Scientific Ed.), Teilband/Part 35: Volume 1: Evolution, systematics, and biogeography, ristampa 2013, Berlino, New York, Walter de Gruyter, 1999  [1998],  pp. x, 491, ISBN 978-3-11-015704-8, OCLC 174380917.
- (EN) McDunnough, J., Check list of the Lepidoptera of Canada and the United States of America, Part 2, Microlepidoptera, collana Memoirs of the Southern California Academy of Sciences, vol. 2, n. 1, Los Angeles, Southern California Academy of Sciences, 1939,  p. 171, ISBN 978-1-258-53466-0, LCCN 39006358, OCLC 277328441.
- (EN) Peterson, A., Larvae of Insects: An Introduction to Nearctic Species Part I: Lepidoptera and Plant Infesting Hymenoptera, Columbus, Ohio, Edwards Brothers, Inc., gennaio 1960,  p. 315, ISBN non esistente, LCCN 57023507, OCLC 70495898.
- (EN) Powell, J. A. & Opler, P. A., Moths of Western North America, Berkeley, California, University of California Press, maggio 2009,  pp. xiii, 369 pages, 132, ISBN 978-0-520-25197-7, LCCN 2008048605, OCLC 646846811.
- (PL) Razowski, J., Motyle (Lepidoptera) polski 3. Heteroneura, Adeloidea, collana Monografie Fauny Polski, vol. 8, Warszawa ; Kraków, Państwowe Wydawnictwo Naukowe, 1978,  pp. 137, 11 pls, ISBN non esistente, LCCN 74231771, OCLC 749772251.
- Schenkl, F.; Brunetti, F., Dizionario Greco-Italiano/Italiano-Greco, a cura di Meldi D., collana La creatività dello spirito, Berrettoni G. (nota bibliografica), La Spezia, Casa del Libro - Fratelli Melita Editori, dicembre 1991  [1990],  pp. xviii, 972, 14 tavv.,  538, ISBN 978-88-403-6693-7, OCLC 797548053.
- (DE) Schiffermüller, J. I.; Denis, J. N. C. M., Ankündung eines systematischen Werkes von den Schmetterlingen der Wienergegend, herausgegeben von einigen Lehrern am K. K. Theresianum (PDF), Vienna, Augustin Bernardi, 1775,  p. 322, ISBN non esistente, LCCN agr29001596, OCLC 504893976.
- (EN) Scoble, M. J., The Lepidoptera: Form, Function and Diversity, seconda edizione, London, Oxford University Press & Natural History Museum, 2011  [1992],  pp. xi, 404, ISBN 978-0-19-854952-9, LCCN 92004297, OCLC 25282932.
- (EN) Stehr, F. W. (Ed.), Immature Insects, 2 volumi, seconda edizione, Dubuque, Iowa, Kendall/Hunt Pub. Co., 1991  [1987],  pp. ix, 754, ISBN 9780840337023, LCCN 85081922, OCLC 13784377.
- (EN) Stephens, J. F., The nomenclature of British insects: being a compendious list of such species as are contained in the systematic catalogue of British insects, and forming a guide to their classification (PDF), Londra, Baldwin and Cradock, 1829,  p. 68, DOI:10.5962/bhl.title.51800, ISBN 978-1-247-82419-2, OCLC 11464838.
- (EN) Stephens, J. F., A systematic catalogue of British insects: being an attempt to arrange all the hitherto discovered indigenous insects in accordance with their natural affinities (PDF), Londra, Baldwin and Cradock, 1829b,  p. 388, DOI:10.5962/bhl.title.8987, ISBN non esistente, OCLC 3581754.
- (EN) Stephens, J. F., Illustrations of British entomology; or, A synopsis of indigenous insects: containing their generic and specific distinctions (PDF), Vol. 4 - Haustellata, v. 4, Londra, Baldwin and Cradock, 1835  [1828-1835],  p. 433, DOI:10.5962/bhl.title.8133, ISBN non esistente, OCLC 3165129.